# Unaloto Feao
Unaloto Feao (Tonga; 16 de enero de 1982) es un exfutbolista de Tonga que jugaba en la posición de centrocampista. Actualmente es el goleador histórico de la selección nacional.

## Carrera

### Club
Inicío su carrera en 2001 con el Navutoka FC, con quien estuvo por 15 años para luego jugar para el Veitongo FC, equipo con el que ganaría la primera División de Tonga en dos ocasiones y jugaría en la Liga de Campeones de la OFC 2017, retirándose en 2019.

### Selección nacional
Jugó para Tonga de 2001 a 2017 en 17 partidos y anotó siete goles, uno de ellos ante Samoa Americana en la derrota por 1-2 por la Clasificación de OFC para la Copa Mundial de Fútbol de 2014.

#### Goles internacionales
| No | Fecha      | Sede                                            | Rival                           | Marcador | Resultado | Torneo                          |
| -- | ---------- | ----------------------------------------------- | ------------------------------- | -------- | --------- | ------------------------------- |
| 1. | 1-7-2003   | ANZ National Stadium, Suva, Fiyi                | Papúa Nueva Guinea              | 1–1      | 2–2       | Juegos del Pacífico Sur de 2003 |
| 2. | 1-7-2003   | ANZ National Stadium, Suva, Fiyi                | Papúa Nueva Guinea              | 2–1      | 2–2       | Juegos del Pacífico Sur de 2003 |
| 3. | 5-7-2003   | Vodafone Ratu Cakobau Park, Nausori, Fiyi       | Estados Federados de Micronesia | 1–0      | 7–0       | Juegos del Pacífico Sur de 2003 |
| 4. | 5-7-2003   | Vodafone Ratu Cakobau Park, Nausori, Fiyi       | Estados Federados de Micronesia | 2–0      | 7–0       | Juegos del Pacífico Sur de 2003 |
| 5. | 29-8-2007  | National Soccer Stadium, Apia, Samoa            | Samoa                           | 1–1      | 1–2       | Juegos del Pacífico Sur 2007    |
| 6. | 22-11-2011 | National Soccer Stadium, Apia, Samoa            | Samoa Americana                 | 1–2      | 1–2       | Eliminatoria Brasil 2014        |
| 7. | 9-12-2017  | Port Vila Municipal Stadium, Port Vila, Vanuatu | Nueva Caledonia                 | 1–1      | 2–4       | Mini Juegos del Pacífico 2017   |

## Logros
- Primera División de Tonga: 2

2017, 2019